# Марина Перазић
Марина Перазић (Ријека, 29. мај 1958) је певачица забавне музике из Ријеке. Самостално и у дуету Денис & Денис, Марина Перазић је предводила талас електронске музике осамдесетих година и била је секс симбол поп сцене тадашње СФРЈ.

## Биографија
Марина Перазић је рођена 29. маја 1958. у Ријеци. Иако је желела да студира психологију, уписала је по жељи своје мајке Грађевински факултет и дипломирала у року. На другој години је упознала годину дана старијег Давора Тољу, клавијатуристу који је већ свирао у локалним ријечким саставима. Марина и Давор су основали Денис & Денис. Након одласка у војску Давор је замолио свог пријатеља Едија Краљића, екс Бета Кентаури, да га замени на наступима. Након Марининог одласка, Давор и Еди су снимили последњи албум дуета Денис & Денис „Буди ту“.
Први сингл Денис & Денис изашао је 1984. године -- "Програм твог компјутера"—песма која се касније нашла на албуму "Чувај се!". До краја године група је са својим електро-попом и изузетно сензуалним наступима Перазићеве добила је велики број награда и избила у врх топ-листа. Кад је Давор Тоља, композитор свих песама овог дуета, отишао на одслужење војног рока у ЈНА, „Југотон“ је издао мини-албум са хитовима "Ја сам лажљива", "Соба 23" и "Воли ме још ову ноћ". После повратка из војске 1986, Тоља, са којим се Перазићева једно време и забављала, напустио је дует, а Перазићева наставља соло каријеру (албум „Марина“ из 1987. са хитом "Колачићи" Кикија Лесендрића). Недуго затим, одлучила је да окуша срећу у Њујорку, где је отишла на позив бубњара Ивана Фецеа Фирчија, Новосађанина са којим се до тада забављала.
У Њујорку, Марина Перазић је прво радила разне послове како би преживела: као беби ситерка, затим у посластичарници, онда као касирка, па као помоћник менаџера локала. Убрзо је постала мајка—добила је две кћерке, Мију и Луну, а недуго затим дошло је и до разлаза са Фирчијем.
Била је у вези и са Владом Георгијевим.
Марина Перазић остала је вероватно најупамћенија по провокативним интерпретацијама неких песма, попут спота за „Собу 23" у којем се на сатенским чаршавима протеже и мази са Едијем Краљићем. На Месаму 1985. са Краљићем осваја друго место (иза Оливера Мандића) са песмом Оаза снова, једним од највећих хитова те године. Учествовала је на још три Месама и на избору за југословенског представника за Песму Евровизије 1986. На Беовизији 2003. освојила је шесто место и награду за најбољи сценски наступ за песму "Секс без додира", а у августу 2004. објавила је и истоимени сингл.
Од септембра 2009. била је учесница српског ријалити-шоуа „Фарма“. Пре тога је учествовала у истоименом хрватском ријалити-шоу.
Од 2010. године живи у Новом Саду где је пет година радила као инструктор Зумба латино фитнеса. Од 2012 . године обнавља сарадњу са Давором Тољом серијом великих концерата у већим градовима бивше Југославије.

## Занимљивости
Има српско порекло; Маринин чукундеда био је Стјепан Митров Љубиша (1824—1878) један од водећих српских књижевника свог времена, по коме једна улица у Београду носи име (као и улице у другим градовима у Србији, Црној Гори и Републици Српској).

## Фестивали
МЕСАМ:
- Оазе снова (као чланица дуета Денис и Денис), трећа награда публике и награда за најбољу интерперетацију, '85
- Љуби ме, љуби (самостални наступ), '86
- Бенгалски тигар (као чланица дуета Денис и Денис), трећа награда публике, '87
- Дигнимо руке до облака (самостални наступ), друга награда публике, '87

Југословенски избор за Евросонг:
- Браћа Грим и Андерсен, (као чланица дуета Денис и Денис), треће место, Приштина '86

Пјесма Медитерана, Будва:
- Осам сати сна, 2001

Беовизија:
- Секс без додира, 2003

Радијски фестивал, Србија:
- Слободна у јутра, 2005

## Дискографија

### Денис & Денис
- Програм твог компјутера/Ноћ, сингл, Југотон, 1984.
- Чувај се!, Југотон, 1984.
- Ја сам лажљива, мини ЛП, Југотон, 1985.
- Демо Тејпс, Далас Рекордс, 2015.

### Соло
- Марина, албум, Југотон, 1987.
- Иста као море, албум, Сити рекордс, 1998.
- Секс без додира, ЦД, сингл, Дансинг бер (Dancing Bear), 2004.
- Тишина (дует са Димитрије Блугреј ) (2013)